# Kamilla Krušel'nickaja

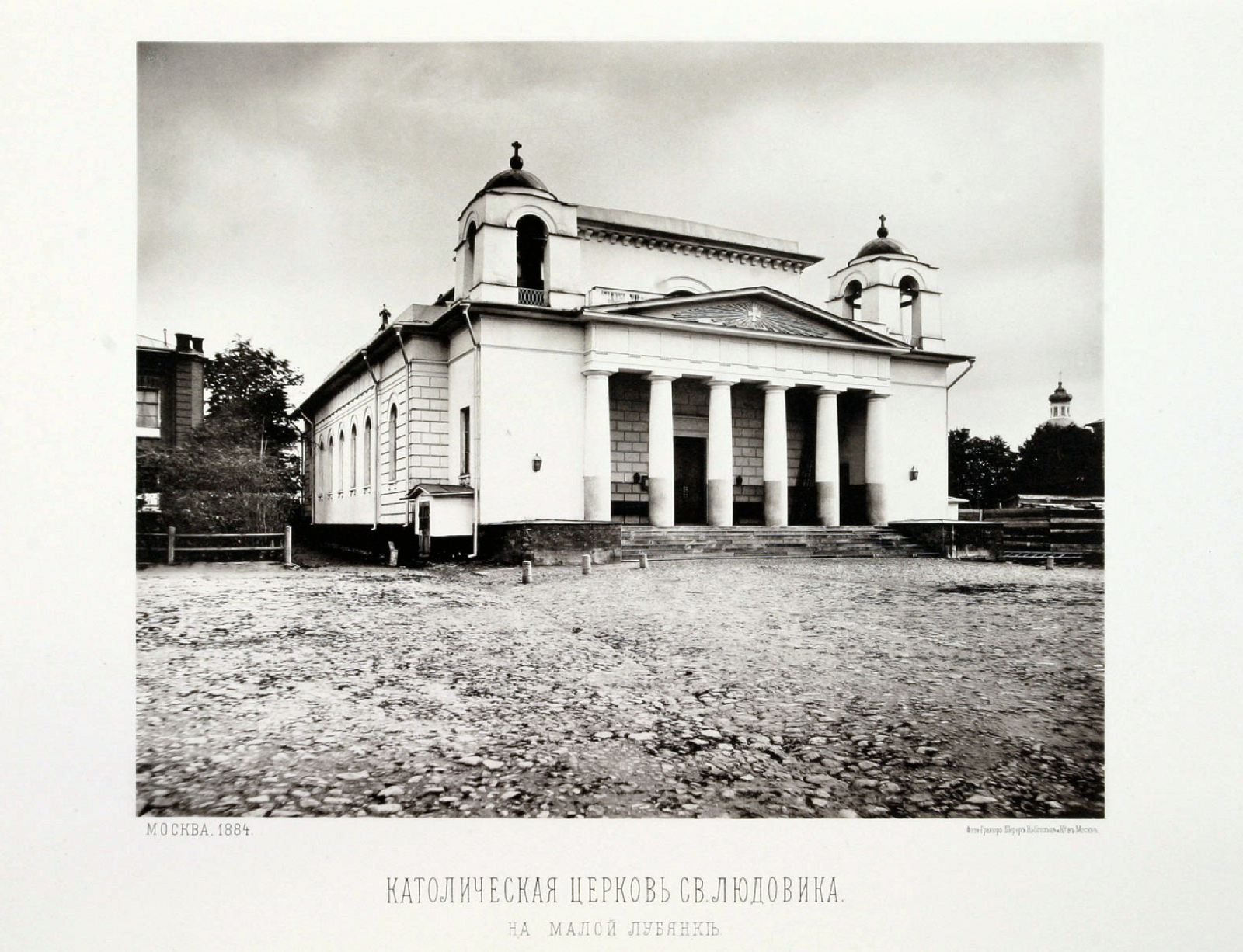

Kamilla Krušel'nickaja (in russo Ками́лла Никола́евна Крушельни́цкая?, Kamilla Nikolaevna Krušel'nickaja) (Baranavičy, 1892 – Medvež'egorsk, 27 ottobre 1937) è stata una religiosa russa monaca dell’Ordine Dominicano appartenente alla Chiesa greco-cattolica russa, vittima delle persecuzioni sovietiche, Serva di Dio.

## Biografia
Nacque da famiglia nobile di origine polacca. Terminati gli studi all'Università di Mosca, si stabilisce a Mosca e tiene rapporti con Ekaterina Abrikosova, igumena della comunità delle suore domenicane di rito bizantino. Il 28 luglio 1933 viene arrestata assieme ad un gruppo di russi cattolici e nel 1934 è condannata a 10 anni di gulag da scontare in SLON alle Isole Soloveckie. Il 27 ottobre 1937 venne fucilata nella riserva naturale di Sandarmoch, presso Medvež'egorsk, in Carelia.
Il suo processo di beatificazione è in corso dal 2003.